# Квітка (фільм, 2017)
«Квітка» (англ. Flower) — драмедійна стрічка 2017 року з Зої Дойч у головній ролі. Світова прем'єра стрічки відбулась 20 квітня 2017 року на кінофестивалі «Трайбека».

## Сюжет
Сімнадцятирічна Еріка робить мінет поліцейському, а її подруги, Кала та Клодін, знімають це. Чоловік не поспішає оплачувати послуги юної дівчини, але після погроз розміщення фото в інтернеті швидко знаходить гроші.
У матері Еріки новий коханець, Боб, який незабаром має познайомити всіх зі своїм сином  Люком. Спочатку Еріка відштовхує товстого Люка, але поступово вони товаришують. Вона розповідає йому, що збирає гроші, щоб заплатити заставу за батька. А потім хлопець ділиться, що його зґвалтував учитель Вілл Джордан. Дівчина хоче помститися педофілу. Познайомившись із ним, Еріка пропонує мінет, але той відмовляється. Друзі вирішують підсипати снодійне.
За мінет Еріка отримує наркотики, які підсипає в пиво. У розмові Вілл жаліється, що через наклеп він утратив дружину та собаку. Еріка вибиває в нього з рук отруйне пиво та зізнається про план помсти, в кімнату забігають Кала, Клодін і Люк. Вони роблять відверті знімки з непритомним учителем. Наступного дня підлітки потайки потрапляють у будинок Джордана й виявляють його мертвим. Люк пише записку, що викрав Еріку, хоча насправді вони намагаються втекти в Мексику. На шляху дівчина робить спробу внести заставу за батька, проте три дні тому його вже випустили. Двоє повертаються додому, але їм довелося втікати путівцями від поліцейських. Люк зізнається Еріці в коханні й вони займаються сексом. З'являється машина правоохоронців.
Через місяць Еріка навідує Люка в тюрмі. Він не скаржиться на умови. Дівчина дякує, що врятував її та показує фотографію його пеніса.

## У ролях
| Актор        | Роль           |
| ------------ | -------------- |
| Зої Дойч     | Еріка Вандросс |
| Кетрін Ган   | Лорі Вандросс  |
| Адам Скотт   | Вілл Джордан   |
| Тім Гайдекер | Боб Шерман     |
| Джоуї Морган | Люк Шерман     |
| Ділан Гелула | Кала           |
| Мая Ешет     | Клодін         |

## Створення фільму

### Виробництво
Основні зйомки фільму всього тривали 17 днів в долині Сан-Фернандо, Лос-Анджелес, США.

### Знімальна група
- Кінорежисер — Макс Вінклер
- Сценаристи — Алекс Мак-Олей, Метт Спайсер, Макс Вінклер
- Кінопродюсери — Ерік Б. Флейшман, Брендон Джеймс, Метт Спайсер, Шон Табібіан
- Композитор — Джозеф Стівенс
- Кінооператор — Керолайн Коста
- Кіномонтаж — Сара Бет Шапіро, Джефф Сейбенік
- Художник-постановник — Тріша Робертсон
- Художник-декоратор — Еллі дель Кампо
- Художник-костюмер — Мішелль Томпсон
- Підбір акторів — Річ Делія[5]

## Сприйняття

### Критика
Фільм отримав переважно негативні відгуки. На сайті Rotten Tomatoes оцінка стрічки становить 50 % на основі 64 відгуки від критиків (середня оцінка 5,6/10) і 46 % від глядачів із середньою оцінкою 3,1/5 (374 голоси). Фільму зарахований «гнилий помідор» від кінокритиків та «розсипаний попкорн» від глядачів, Internet Movie Database — 6,0/10 (4 521 голос), Metacritic — 45/100 (20 відгуків критиків) і 5,9/10 (12 відгуків від глядачів).

### Номінації та нагороди
| Нагороди та номінації фільму «Квітка» | Нагороди та номінації фільму «Квітка» | Нагороди та номінації фільму «Квітка»  | Нагороди та номінації фільму «Квітка» | Нагороди та номінації фільму «Квітка» | Нагороди та номінації фільму «Квітка» |
| Рік                                   | Кінофестиваль/кінопремія              | Категорія/нагорода                     | Номінант                              | Результат                             |                                       |
| ------------------------------------- | ------------------------------------- | -------------------------------------- | ------------------------------------- | ------------------------------------- | ------------------------------------- |
| 2017                                  | «Трайбека»                            | Найкращий американський художній фільм | Макс Вінклер                          | Номінація                             |                                       |